# Parálisis periódica hipercaliémica
La parálisis periódica hipercaliémica es una rara enfermedad de origen genético y transmisión autosómica dominante que se caracteriza por episodios repetitivos de debilidad o parálisis muscular que afectan sobre todo a las extremidades, asociada a niveles elevados de potasio en sangre. Está causada por una mutación en el gen SCN4A situado en el cromosoma 17 que afecta a los canales del sodio presentes en las membranas celulares, por lo que se incluye dentro del grupo de enfermedades conocidas como canalopatías.

## Frecuencia
Es una enfermedad rara, se estima que la prevalencia es de alrededor de  1/ 200 000.

## Síntomas
Los primeros síntomas aparecen durante la infancia y se manifiestan como episodios de parálisis de duración, gravedad y frecuencia variables que duran en promedio entre una y dos horas. A menudo tienen lugar por la mañana después de levantarse o al descansar tras un esfuerzo muscular importante. A veces se desencadenan por el frío, situaciones estresantes o algunos fármacos, como los corticoides. Si se determinan las concentraciones de potasio en sangre durante la parálisis, estas son elevadas. Generalmente existe tendencia a la mejoría espontánea y disminución del número de episodios a partir de la edad media de la vida.

## Tratamiento
Para evitar la aparición de la parálisis, se recomienda realizar comidas bajas en hidratos de carbono, evitar el consumo excesivo de alimentos ricos en potasio y realizar ejercicio con moderación.